# Richard P. Binzel
| 11868 Kleinrichert | 2 ottobre 1989   |
| 13014 Hasslacher   | 17 novembre 1987 |
| 29196 Dius         | 19 dicembre 1990 |

Richard P. Binzel (Washington Court House, 1958) è un astronomo statunitense.
Laureatosi all'Università del Texas ad Austin, è poi divenuto professore di Scienze Planetarie al MIT di Boston.
Binzel propose, nel corso di una conferenza alle Nazioni Unite nel 1995, un indice di pericolosità degli oggetti NEO che si sarebbe successivamente evoluto nella Scala Torino, approvata nella conferenza internazionale dell'Unione Astronomica Internazionale dedicata agli oggetti NEO svoltasi nel 1999 a Torino.
Ha fatto parte della commissione che all'Assemblea Generale di Praga dell'UAI ha predisposto il testo della definizione di pianeta che ha portato alla riclassificazione di Plutone come pianeta nano.
Il Minor Planet Center gli accredita la scoperta di tre asteroidi, effettuate tra il 1987 e il 1990.
Gli è stato dedicato l'asteroide 2873 Binzel.
Nel 1991 gli è stato assegnato il premio Urey.